# 八千代市消防本部
八千代市消防本部（やちよししょうぼうほんぶ）は、千葉県八千代市の消防部局（消防本部）。管轄区域は八千代市全域。

## 概要
- 消防本部：八千代市大和田新田186
- 管内面積：51.27km2
- 職員定数：230人
- 消防署2カ所、分署3カ所
- 主力機械（2019年4月1日現在）[1]
  - 普通消防ポンプ自動車：5
  - 水槽付消防ポンプ自動車：6
  - はしご付消防自動車：2
  - 化学消防自動車：1
  - 救急自動車：7
  - 指揮車：1
  - 救助工作車：1
  - 小型動力ポンプ付水槽車：1
  - 広報車：2
  - その他：8

## 沿革
- 1964年11月1日　八千代町消防団常備部を設置する。
- 1965年5月20日　救急業務を開始する。
- 1966年7月1日　八千代台分遣所を設置する。
- 1967年1月1日　市制施行し、八千代市となる。
  - 4月1日　八千代市消防本部・八千代市消防署を設置する。
- 1970年11月4日　化学消防自動車を消防署に配備する。
  - 12月14日　勝田台分遣所を設置し、消防・救急業務を開始する。
- 1972年6月4日　消防本部・消防署新庁舎（初代）が竣工する。
  - 12月13日　30メートル級はしご付消防自動車を消防署に配備する。
- 1975年7月1日　米本分署を設置し、消防・救急業務を開始する。
- 1979年4月1日　八千代台東南分署を設置し、消防・救急業務を開始する。
  - 12月22日　救助工作車を消防署に配備する。
- 1985年4月1日　睦分遣所を設置し、消防・救急業務を開始する。
- 1991年4月1日　勝田台分遣所を勝田台分署に改称する。
- 1994年3月28日　高規格救急自動車を消防署に配備する。
- 1996年10月1日　睦分遣所を睦分署に改称する。
- 1998年4月1日　米本分署が東消防署に昇格し、2署制となる。八千代市消防署を中央消防署に、八千代台東南分署を八千代台分署に改称する。
- 2007年3月26日　 消防本部・中央消防署が新庁舎（2代目）で業務を開始する。
- 2021年2月1日　千葉北西部消防指令センター（松戸市消防局内）に通信指令業務を委託[2]

## 組織
- 本部 - 消防総務課、予防課、警防課、指令課
- 消防署 - 消防第1・第2係、警防第1・第2係、救急第1・第2係、救助第1・第2係

## 消防署
| 消防署     | 住所          | 分署                                        |
| ---------- | ------------- | ------------------------------------------- |
| 中央消防署 | 大和田新田186 | 八千代台：八千代台東1-17-1 睦：島田台766-15 |
| 東消防署   | 米本2714-1    | 勝田台：勝田台2-5-1                         |